# Publius Vatinius
Publius Vatinius was een tribunus plebis die later het ambt van praetor, legatus en consul zal bekleden. Door zijn verregaande nepotisme was hij een ideale partner voor de ambitieuze Gaius Julius Caesar.

## Jeugd en familie
Publius Vatinius werd in 95 v.Chr. geboren als zoon van Vatinius, uit een familie die zijn oorsprong vindt in Reate. Cicero vatte zijn jeugd samen als een “tenebricosissimum tempus”, een zwartgallige tijd. Wat dit precies betekende kunnen we enkel maar naar raden, maar onder de heerschappij van Caesar moeten deze verhalen algemeen bekend zijn geweest. Vatinius zou tweemaal huwen. Zijn eerste vrouw was Antonia, de dochter van Marcus Antonius Creticus. Vervolgens zou hij in 45 v.Chr. in het echt treden met de onbekende Pompeia. Diverse bronnen beschrijven Vatinius als een lelijke man, met gezwellen in zijn nek en op zijn gezicht, waarop Cicero hem spottend struma civitatis, het kliergezwel of de krop van de staat, noemde. Hij had een barbaars en pervers karakter en was een hevige voorstander van het Pythagoreanisme.

## Politieke carrière

### Politieke carrière alsquaestor
Al bij het begin van zijn carrière lag Vatinius in conflict met Marcus Tullius Cicero die hem als een van de grootste oplichters en schurken van zijn tijd beschreef. Wanneer hij in 63 v.Chr. verkozen werd tot quaestor, was dit een doorn in het oog van Cicero, die er niets beters op vond om de nieuwe quaestor weg te sturen naar Puteoli, waar hij de leiding kreeg over de export van edelmetalen. Hij maakte echter grote schulden zodat de burgers hem aanklaagden voor chantage. In 62 v.Chr. diende Vatinius onder proconsul Consconius in Spanje als proquaestor, waar hij door Cicero werd beschuldigd van afzetterij en diefstal. Hij werd hierna maar aangesteld als legatio libera, maar kreeg het opnieuw aan de stok met Cicero die hem wilde terechtstellen voor afpersing.

### Vatinius wordttribunus plebis
Op 10 december 60 werd Vatinius tribunus plebis en verkocht zijn trouw aan de toenmalige consul Gaius Julius Caesar. Tijdens zijn jaren als tribunus plebis legde hij heel wat ijver aan de dag en diende aan de lopende band nieuwe verordeningen in bij de senaat en verkreeg hij een doorgedreven rechtbankherstructurering. Zo zorgde hij ervoor dat Caesar de provinciae Gallia Cisalpina en Illyricum onder zijn bevoegdheid kreeg door de Lex Vatinia, waarna de senaat Caesar ook Gallia Transalpina schonk. Cicero bleef echter Vatinius beschuldigen van alle mogelijke inbreuken; in Cicero’s werk “tegen Vatinius” (In Vatinium) lezen we onder andere dat hij Vatinius beschuldigd van aerarii dispensatio, fondsen van het aerarium die werden doorgesluisd om de noden van de provinciale overheden onder Caesar tegemoet te komen. Verder wordt er melding gemaakt het trotseren van de auspiciae, vijandigheden tegen de tweede consul Marcus Calpurnius Bibulus, het Forum Romanum laten innemen door soldaten en het verwerpen en tegenwerken van het veto van collega-tribunen en -senatoren door middel van geweld. Het zou ook Vatinius zijn die Lucius Vettius naar het tribunaat bracht om enkele hooggeplaatste ambtenaren en senatoren - waaronder Cicero - te beschuldigen van een complot tegen Pompeius.
Voor zijn bewezen diensten zou hij uiteindelijk Rome verlaten om te dienen als legaat in Gallië onder Caesar, maar hij zou spoedig terugkeren om zich verkiesbaar te stellen voor het ambt van praetor. Echter de steun van Caesar kon hem geen verkiezing opleveren en zijn eigen stam, de Sergia, die hem voordien nooit in de steek had gelaten, zou zijn kandidatuur afwijzen. Zijn vijandschap met Cicero zou blijven duren, zeker nadat Vatinius door Publius Clodius Pulcher werd overgehaald om te fungeren als getuige op het proces van Milo en Sestius, twee van Cicero’s vrienden, die ervan verdacht werden een complot te hebben gesmeet tegen Pompeius. Cicero zou zich in de verdediging werpen met een uiterst slimme speech die Vatinius’ zwakheden aan de kaak zou stellen, zonder één woord te reppen over Caesars rol als manipulator.

### Vatinius alspraetor
Bij de verkiezing van Gnaius Pompeius Magnus en Marcus Licinius Crassus tot consuls in 55 v.Chr., wilde de optimates, die alles in het werk hadden gesteld om hun kandidaat te laten verkiezen tot consul maar jammerlijk hadden gefaald, Marcus Porcius Cato als nieuwe praetor laten aanstellen, echter geheel tegen de zin van de twee nieuwe consuls die alles in het werk zouden stellen om Vatinius een verkiezing te gunnen. Om de overwinning te verzekeren verkregen ze een wettekst van de senaat die hen toeliet om financiële middelen in te zetten tijdens de campagne, zonder hiervoor te kunnen worden aangeklaagd voor omkoping. Hun opzet zou slagen, maar al na een jaar werd de nieuwe praetor beschuldigd van omkoping en chantage door Gaius Licinius Calvus. Calvus had Vatinius voordien al tweemaal aangeklaagd, één keer in 58 en één keer in 56 voor Christus, maar op dit proces liet hij zich opmerken door een nooit geziene welsprekendheid. Vatinius zou hem zelf onderbreken met de woorden “Ik vraag u, rechters, of ik veroordeeld zal worden door de schuldeisers welsprekendheid.” Zelfs Cicero zou het, ondanks hun vele twisten, opnemen voor Vatinius, hoewel hij dit vooral deed om zijn eigen vel te redden en bescherming zocht tegen Publius Clodius. Uiteindelijk werd Vatinius vrijgesproken, maar dit was vooral te wijten door de bescherming van de triumviri. Vanaf dat moment werd de band tussen Vatinius en Cicero iets sterker.

## Vatinius tijdens de burgeroorlog
In 51 v.Chr. keerde Vatinius terug naar Gallië om er als legatus van Caesar te functioneren, wat hij zou blijven tot bij de start van de burgeroorlog. Tijdens de slagen in Griekenland, stuurde Caesar hem als gezant naar Pompeius met vredesvoorstellen. Terwijl Caesar zijn handen vol had met de slag bij Pharsalus, verdedigde Vatinius Brundisium tegen Decimus Laelius’ troepen die met een deel van Pompeius’ vloot de stad wilde belegeren. Door zijn klinkende overwinning, werd Vatinius in 47 v.Chr. gelauwerd als consul. In 46 v.Chr. zou hij door Caesar worden opgedragen om het grote leger van Marcus Octavius te verslaan dat zijn pijlen had gericht op Illyricum. Zegevierend werd hij gehuldigd door zijn soldaten als imperator en kreeg hij de eer om een supplicatio - een reeks rituele, godsdienstige eerbetuigingen - te krijgen van de senaat in 45 v.Chr. Rond deze tijd correspondeerden Vatinius en Cicero kort met elkaar door middel van een aantal brieven. Vatinius bevond zich nog in Illyricum toen Caesar werd vermoord door een samenzwering onder de senatoren. Vatinius zou uiteindelijk door Marcus Iunius Brutus een halt worden toegeroepen in 44 v.Chr., waarbij hij Dyrrhachium moest overdragen, nadat zijn troepenmacht de kant van Brutus had verkozen. Het laatste bronnen materiaal die we over Vatinius terugvinden in de Capitoline Fasti vertellen ons dat Vatinius de voorkeur van de triumviers niet verloor en in december 43 voor Christus triomfeerde.

## Voetnoten
1. 1 2 3 4 5 6 7  H. Gundel, art. Vatinius (3), in RE VIII A 1 (1955), klm. 494-520.
2. ↑  E.S. Gruen, The last generation of the Roman Republic, Berkeley, 1974, p. 271.
3. ↑  M. Gelzer, Caesar: der Politiker und Staatsmann, München, 1940, pp. 81-82.
4. ↑  M. Gelzer, 1940, p. 104.
5. ↑  F. Hinard (ed.), Histoire Romaine, I, Parijs, 2000, p. 753.
6. ↑  F. Miller, The Crowd in Rome in the Late Republic, Michigan, 1998, pp. 132-133.
7. ↑  L. Canfora, Cesar: le dictateur démocrate, Parijs, 1998-2001, p. 95.
8. ↑  M. Gelzer, 1940, pp. 86-88.
9. ↑  Cicero, Epistulae ad Atticum II 24.
10. ↑  L.R. Taylor, Party Politics in the age of Caesar, Los Angeles, 1949, p. 145.
11. ↑  Caesar, De bello Gallico VIII 46.
12. 1 2  M. Gelzer, 1940, p. 144.
13. ↑  H. Benner, Die Politiker des P. Clodius Pulcher: Undersuchungen zur Denaturierung des Clientelwesens in der ausghenenden Römischen Republik, Stuttgart, 1987, p. 97.
14. ↑  E.S. Gruen, 1974, p 299.
15. ↑  J.F.C. Fuller, Julius Caesar: man, soldier and tyrant, Londen, 1965, p. 167.
16. ↑  Cicero, pro Sestio 63.
17. ↑  H. Frisch, Cicero’s fight for the Republic. The historical background of Cicero’s Philippics, Kopenhagen, 1946, p. 133.
18. ↑  L. Canfora, 1998-2001, p. 359.
19. ↑  G.J. Szembler, The priests of the Roman Republic, a study of the interaction between priesthoods and magistracies, Brussel, 1972, p. 156.
20. ↑  J. Sabben-Clare, Caesar and Roman Politics 60 - 50 BC, Oxford, 1971, p. 243.
21. ↑  L. Canfora, 1998-2001, p. 175.
22. ↑  J.F.C. Fuller, Londen, 1965, p. 261.
23. ↑  F. Hinard (ed.), Parijs, 2000, p. 847.
24. ↑  U. Gotter, Der Diktator ist Tot! Politik in Rom zwischen den Iden des März under der Begründung des zweiten Triumvirats, Stuttgart, 1996, p. 203.

## Antieke bronnen
(gebruikte edities)
- Lucius Annaeus Seneca maior, Controversiae, trad. M. Winterbottom, Cambridge (Mass.), 1974.
- Appianus, Historia Romana (Illyrische oorlogen), trad. H. White, Cambridge (Mass.), 1913.
- Appianus, Historia Romana (Burgeroorlogen), trad. H. White, Cambridge (Mass.), 1913.
- Cassius Dio, Historia Romana, trad. E. Cary, Cambridge (Mass.), 1990.
- Gaius Julius Caesar, De bello Gallico, ed. R-Y. Le Mazou, Parijs, 1965.
- Gaius Julius Caesar, Bello Civili, ed. M. Rambaud, Parijs, 1970.
- Plutarchus, Cato minor. Agesilaus. Pompeius, trad. B. Perrin, Cambridge (Mass.), 1990.
- Marcus Tullius Cicero, Epistulae ad Atticum, edd. D. Shackleton Bailey, Stuttgart, 1987.
- Marcus Tullius Cicero, pro Sestio, ed. T. Maslowski, Leipzig, 1986.